# Germaine, Aisne

Germaine este o comună în departamentul Ain, Franța. În 1 ianuarie 2022 avea o populație de 84 de locuitori.